# Otto-Heinrich Drechsler
Otto-Heinrich Drechsler, född den 1 april 1895 i Lübz, Mecklenburg-Vorpommern, Kejsardömet Tyskland, död den 5 maj 1945 i Lübeck, Schleswig-Holstein, Tyskland, var en tysk promoverad tandläkare och nazistisk politiker. 1933 utsågs han till borgmästare i Lübeck, från 1937 med titeln Oberbürgermeister des preußischen Stadtkreises Hansestadt Lübeck. Från 1941 till 1944 var Drechsler tysk generalkommissarie i det av Nazityskland ockuperade Lettland inom Reichskommissariat Ostland. I kraft av detta ämbete var Drechsler bland annat ansvarig för de getton och koncentrationsläger som inrättades i Lettland. Han begick självmord i början av maj 1945.